# Swedish International Stockholm 2012
Die Swedish International Stockholm 2012 im Badminton fanden in Stockholm vom 19. bis 22. Januar 2012 statt. Der Referee war Michael Nemec aus Österreich. Das Preisgeld betrug 15.000 US-Dollar, wodurch das Turnier in das BWF-Level 4A eingeordnet wurde.

## Austragungsort
- Eriksdalshallen, Ringvägen 70

## Finalergebnisse
| Disziplin    | Sieger                             | Finalist                          | Ergebnis    |
| ------------ | ---------------------------------- | --------------------------------- | ----------- |
| Herreneinzel | Chan Yan Kit                       | Eric Pang                         | 21:17 21:19 |
| Dameneinzel  | Pi Hongyan                         | Kristína Gavnholt                 | 21:13 21:17 |
| Herrendoppel | Vladimir Ivanov Ivan Sozonov       | Jorrit de Ruiter Dave Khodabux    | 21:16 21:19 |
| Damendoppel  | Mariana Agathangelou Heather Olver | Eva Lee Paula Obanana             | 21:15 21:12 |
| Mixed        | Nathan Robertson Jenny Wallwork    | Mads Pieler Kolding Julie Houmann | 21:17 21:17 |